# Neil Young: Heart of Gold
Neil Young: Heart of Gold es un documental de Jonathan Demme que recoge el concierto que el músico canadiense Neil Young ofreció en el Ryman Auditorium. El largometraje fue rodado en verano de 2005 en Nashville (Tennessee) y estrenado en el Festival de Cine de Sundance, antes de estrenarse en cines el 10 de febrero de 2006. El filme incluye el estreno de las canciones del álbum Prairie Wind (2005).

## Resumen
Neil Young: Heart of Gold comienza con varias entrevistas a Neil Young y parte de su grupo, incluyendo a la cantante Emmylou Harris, la mujer de Young, Pegi, el guitarrista Ben Keith y el teclista Spooner Oldman, quienes describen el concierto y la grabación de Prairie Wind. La grabación del álbum y el rodaje del concierto tuvo lugar semanas antes de que el músico se sometiera a una cirugía para corregir un aneurisma cerebral, y pocos meses después de que falleciese su padre, Scott Young. 
La primera mitad del concierto incluye el estreno de las canciones de Prairie Wind, mientras que la segunda parte incluye canciones acústicas de la carrera musical de Young, algunas de las cuales son descritas por el propio músico durante el concierto.

## Canciones
Neil Young: Heart of Gold incluye grabaciones de los dos conciertos que Young ofreció en el Ryman Auditorium de Nashville (Tennessee) los días 18 y 19 de agosto de 2005. Con el fin de incrementar la duración del documental, el director Jonathan Demme solicitó a Young que complementara las canciones de Prairie Wind con un encore en el que interpretase canciones antiguas. Young accedió y seleccionó canciones que grabó con anterioridad en Nashville. Los dos sets están separados por cambios en el vestuario de los músicos y por un fondo de escenario diferente.
El primer set consistió en las siguientes canciones: 
- «The Painter»
- «No Wonder», durante la cual Grant Boatwright toca la guitarra «Old Black», propiedad de Young.
- «Falling Off the Face of the Earth»
- «Far From Home», durante la cual Young relata una historia sobre su padre dándole un ukelele cuando tenía siete años y trabajaba en una granja de gallinas.
- «It's a Dream»
- «Prairie Wind»
- «Here for You»
- «This Old Guitar», a dúo con Emmylou Harris y durante la cual Young toca una Martin D-28 que fue propiedad de Hank Williams.
- «When God Made Me», con Young tocando el piano y respaldado por The Fisk University Jubilee Singers.

El segundo set incluyó las canciones: 
- «I Am a Child»
- «Harvest Moon»
- «Heart of Gold»
- «Old Man»
- «The Needle and the Damage Done»
- «Old King», durante la cual Young toca un banjo de seis cuerdas.
- «Comes a Time», que Young dedicó a Nicolette Larson, amiga y corista en el álbum Comes a Time.
- «Four Strong Winds»
- «One of These Days»
- "The Old Laughing Lady», que Young interpreta en solitario, solo en el escenario y ante un auditorio vacío.

## Personal
- Neil Young: voz, guitarra acústica, banjo y piano
- Grant Boatwright: guitarra eléctrica, guitarra acústica y coros
- Larry Cragg: banjo y guitarra de doce cuerdas
- Anthony Crawford: guitarra acústica y coros
- Chad Cromwell: batería y percusión
- Diana DeWitt: guitarra acústica, autoarpa y coros
- Clinton Gregory: violín y coros
- Emmylou Harris: guitarra rítmica y coros
- Karl T. Himmel: batería y percusión
- Ben Keith: pedal steel guitar, lap steel guitar, dobro y vibráfono
- The Memphis Horns
  - Wayne Jackson: trompeta
  - Tom McGinley: saxofón barítono
  - Jimmy Sharp: trombón
- Spooner Oldham: órgano Hammond, piano y vibráfono
- Gary W. Pigg: guitarra acústica y coros
- Rick Rosas: bajo
- Pegi Young: guitarra acústica y coros
- Fisk University Jubilee Singers
- Nashville String Machine